# Learning to Fly (ДВД Хилари Даф)
Learning To Fly је трећи ДВД америчке певачице Хилари Даф. Тридесетоминутни ДВД садржи:
- (спот)
- Снимање спота за песму
- Снимци из бекстејџа
- Генералне пробе наступа у оквиру